# Oscar för bästa kortfilm
Nedan följer en lista över vinnare och nominerade av Oscar i kategorin Bästa kortfilm, (Academy Award for Best Live Action Short Film). Priset delades för första gången ut på den femte Oscarsgalan. De första fyra åren delades priset upp i bästa kortfilm för komedi och nymodighet, men bytte därefter till enaktare, (kortfilm) och tvåaktare, (novellfilm). År 1936 och 1937 delades även en Oscar ut för bästa kortfilm i färg. Från 1957 till idag delas endast en Oscar ut för bästa kortfilm. Året gäller det året som filmerna kom ut, och parentesen under visar vilken Oscarsgala filmerna blev nominerade på.

## 1930-talet
| År                              | Film | Producent(er)       |
| 1932 (5:e)                      | |                     |
| ------------------------------- | --- | ------------------- |
| 1932 (5:e)                      | Komedi |                     |
| 1932 (5:e)                      | Pianoexpressen | Hal Roach           |
| 1932 (5:e)                      | The Loud Mouth | Mack Sennett        |
| 1932 (5:e)                      | Scratch-As-Catch-Can | RKO Radio           |
| 1932 (5:e)                      | Stout Hearts and Willing Hands (Diskvalificerad; den här filmen var ursprungligen med bland de nominerade, men diskvalificerades i sista stund och ersattes med en annan film från RKO Radio, Scratch-As-Catch-Can. Det finns än idag ingen tydlig klarhet i varför filmen diskvalificerades. | RKO Radio           |
| 1932 (5:e)                      | Nymodighet |                     |
| 1932 (5:e)                      | Wrestling Swordfish | Mack Sennett        |
| 1932 (5:e)                      | Screen Souvenirs | Paramount Publix    |
| 1932 (5:e)                      | Swing High | Metro-Goldwyn-Mayer |
| 1933 (6:e)                      | |                     |
| Komedi                          | |                     |
| So This Is Harris!              | Lou Brock |                     |
| Mister Mugg                     | Warren Doane |                     |
| A Preferred List                | Lou Brock |                     |
| Nymodighet                      | |                     |
| Krakatoa                        | Joe Rock |                     |
| Menu                            | Pete Smith |                     |
| The Sea                         | Education |                     |
| 1934 (7:e)                      | |                     |
| Komedi                          | |                     |
| La Cucaracha                    | Kenneth Macgowan |                     |
| Men in Black                    | Jules White |                     |
| What, No Men!                   | Warner Bros. |                     |
| Nymodighet                      | |                     |
| City of Wax                     | Horace Woodard, Stacy Woodard |                     |
| Bosom Friends                   | Skibo Productions |                     |
| Strikes and Spares              | Pete Smith |                     |
| 1935 (8:e)                      | |                     |
| Komedi                          | |                     |
| How to Sleep                    | Jack Chertok |                     |
| Oh, My Nerves                   | Jules White |                     |
| Tit for Tat                     | Hal Roach |                     |
| Nymodighet                      | |                     |
| Wings Over Everest              | Gaumont British och Skibo Productions |                     |
| Audioscopiks                    | Pete Smith |                     |
| Camera Thrills                  | Universal |                     |
| 1936 (9:e)                      | |                     |
| I färg                          | |                     |
| Give Me Liberty                 | Warner Bros. |                     |
| La Fiesta de Santa Barbara      | Lewis Lewyn |                     |
| Popular Science J-6-2           | Paramount |                     |
| Enaktare                        | |                     |
| Bored of Education              | Hal Roach |                     |
| Moscow Moods                    | Paramount |                     |
| Wanted – A Master               | Pete Smith |                     |
| Tvåaktare                       | |                     |
| The Public Pays                 | Metro-Goldwyn-Mayer |                     |
| Double or Nothing               | Warner Bros. |                     |
| Dummy Ache                      | RKO Radio |                     |
| 1937 (10:e)                     | |                     |
| I färg                          | |                     |
| Penny Wisdom                    | Pete Smith |                     |
| The Man Without a Country       | Warner Bros. |                     |
| Popular Science J-7-1           | Paramount |                     |
| Enaktare                        | |                     |
| The Private Life of the Gannets | Skibo Productions |                     |
| A Night at the Movies           | Metro-Goldwyn-Mayer |                     |
| Romance of Radium               | Pete Smith |                     |
| Tvåaktare                       | |                     |
| Torture Money                   | Metro-Goldwyn-Mayer |                     |
| Deep South                      | RKO Radio |                     |
| Should Wives Work?              | RKO Radio |                     |
| 1938 (11:e)                     | |                     |
| Enaktare                        | |                     |
| That Mothers Might Live         | Metro-Goldwyn-Mayer |                     |
| The Great Heart                 | Metro-Goldwyn-Mayer |                     |
| Timber Toppers                  | 20th Century-Fox |                     |
| Tvåaktare                       | |                     |
| Declaration of Independence     | Warner Bros. |                     |
| Swingtime in the Movies         | Warner Bros. |                     |
| They're Always Caught           | Metro-Goldwyn-Mayer |                     |
| 1939 (12:e)                     | |                     |
| Enaktare                        | |                     |
| Busy Little Bears               | Paramount |                     |
| Information Please              | RKO Radio |                     |
| Prophet Without Honor           | Metro-Goldwyn-Mayer |                     |
| Sword Fishing                   | Warner Bros. |                     |
| Tvåaktare                       | |                     |
| Sons of Liberty                 | Warner Bros. |                     |
| Drunk Driving                   | Metro-Goldwyn-Mayer |                     |
| Five Times Five                 | RKO Radio |                     |

## 1940-talet
| År                                                    | Film                              | Producent(er)       |
| 1940 (13:e)                                           |                                   |                     |
| ----------------------------------------------------- | --------------------------------- | ------------------- |
| 1940 (13:e)                                           | Enaktare                          |                     |
| 1940 (13:e)                                           | Quicker'n a Wink                  | Pete Smith          |
| 1940 (13:e)                                           | London Can Take It!               | Warner Bros.        |
| 1940 (13:e)                                           | More About Nostradamus            | Metro-Goldwyn-Mayer |
| 1940 (13:e)                                           | Siege                             | RKO Radio           |
| 1940 (13:e)                                           | Tvåaktare                         |                     |
| 1940 (13:e)                                           | Teddy, the Rough Rider            | Warner Bros.        |
| 1940 (13:e)                                           | Eyes of the Navy                  | Metro-Goldwyn-Mayer |
| 1940 (13:e)                                           | Service with the Colors           | Warner Brothers     |
| 1941 (14:e)                                           |                                   |                     |
| Enaktare                                              |                                   |                     |
| Of Pups and Puzzles                                   | Metro-Goldwyn-Mayer               |                     |
| Army Champions                                        | Pete Smith                        |                     |
| Beauty and the Beach                                  | Paramount                         |                     |
| Down on the Farm                                      | Paramount                         |                     |
| Forty Boys and a Song                                 | Warner Bros.                      |                     |
| Kings of the Turf                                     | Warner Bros.                      |                     |
| Sagebrush and Silver                                  | 20th Century-Fox                  |                     |
| Tvåaktare                                             |                                   |                     |
| Main Street on the March!                             | Metro-Goldwyn-Mayer               |                     |
| Alive in the Deep                                     | Woodward Productions              |                     |
| Forbidden Passage                                     | Metro-Goldwyn-Mayer               |                     |
| The Gay Parisian                                      | Warner Bros.                      |                     |
| The Tanks Are Coming                                  | Warner Bros.                      |                     |
| 1942 (15:e)                                           |                                   |                     |
| Enaktare                                              |                                   |                     |
| Speaking of Animals and Their Families                | Paramount                         |                     |
| Desert Wonderland                                     | 20th Century-Fox                  |                     |
| Marines in the Making                                 | Pete Smith                        |                     |
| United States Marine Band                             | Warner Bros.                      |                     |
| Tvåaktare                                             |                                   |                     |
| Beyond the Line of Duty                               | Warner Bros.                      |                     |
| Don't Talk                                            | Metro-Goldwyn-Mayer               |                     |
| Private Smith of the U.S.A.                           | RKO Radio                         |                     |
| 1943 (16:e)                                           |                                   |                     |
| Enaktare                                              |                                   |                     |
| Amphibious Fighters                                   | Grantland Rice                    |                     |
| Cavalcade of Dance                                    | Gordon Hollingshead               |                     |
| Champions Carry On                                    | Edmund Reek                       |                     |
| Hollywood in Uniform                                  | Ralph Staub                       |                     |
| Seeing Hands                                          | Pete Smith                        |                     |
| Tvåaktare                                             |                                   |                     |
| Heavenly Music                                        | Jerry Bresler och Sam Coslow      |                     |
| Letter to a Hero                                      | Frederic Ullman                   |                     |
| Mardi Gras                                            | Walter MacEwen                    |                     |
| Women at War                                          | Gordon Hollingshead               |                     |
| 1944 (17:e)                                           |                                   |                     |
| Enaktare                                              |                                   |                     |
| Who's Who in Animal Land                              | Jerry Fairbanks                   |                     |
| Blue Grass Gentlemen                                  | Edmund Reek                       |                     |
| Jammin' the Blues                                     | Gordon Hollingshead               |                     |
| Movie Pests                                           | Pete Smith                        |                     |
| Screen Snapshots' 50th Anniversary of Motion Pictures | Ralph Staub                       |                     |
| Lifeboat                                              | Glen MacWilliams                  |                     |
| Tvåaktare                                             |                                   |                     |
| I Won't Play                                          | Gordon Hollingshead               |                     |
| Bombalera'                                            | Louis Harris                      |                     |
| Main Street Today                                     | Jerry Bresler                     |                     |
| 1945 (18:e)                                           |                                   |                     |
| Enaktare                                              |                                   |                     |
| Stairway to Light                                     | Herbert Moulton och Jerry Bresler |                     |
| Along the Rainbow Trail                               | Edmund Reek                       |                     |
| Screen Snapshots' 25th Anniversary                    | Ralph Staub                       |                     |
| Story of a Dog                                        | Gordon Hollingshead               |                     |
| White Rhapsody                                        | Grantland Rice                    |                     |
| Your National Gallery                                 | Joseph O'Brien och Thomas Mead    |                     |
| Tvåaktare                                             |                                   |                     |
| Star in the Night                                     | Gordon Hollingshead               |                     |
| A Gun in His Hand                                     | Chester Franklin                  |                     |
| The Jury Goes Round 'n' Round                         | Jules White                       |                     |
| The Little Witch                                      | George Templeton                  |                     |
| 1946 (19:e)                                           |                                   |                     |
| Enaktare                                              |                                   |                     |
| Facing Your Danger                                    | Gordon Hollingshead               |                     |
| Dive-Hi Champs                                        | Jack Eaton                        |                     |
| Golden Horses                                         | Edmund Reek                       |                     |
| Smart as a Fox                                        | Gordon Hollingshead               |                     |
| Sure Cures                                            | Pete Smith                        |                     |
| Tvåaktare                                             |                                   |                     |
| A Boy and His Dog                                     | Gordon Hollingshead               |                     |
| College Queen                                         | George Templeton                  |                     |
| Hiss and Yell                                         | Jules White                       |                     |
| The Luckiest Guy in the World                         | Jerry Bresler                     |                     |
| 1947 (20:e)                                           |                                   |                     |
| Enaktare                                              |                                   |                     |
| Good-Bye Miss Turlock                                 | Herbert Moulton                   |                     |
| Brooklyn, U.S.A.                                      | Thomas Mead                       |                     |
| Moon Rockets                                          | Jerry Fairbanks                   |                     |
| Now You See It                                        | Pete Smith                        |                     |
| So You Want to Be in Pictures                         | Gordon Hollingshead               |                     |
| Tvåaktare                                             |                                   |                     |
| Climbing the Matterhorn                               | Irving Allen                      |                     |
| Champagne for Two                                     | Harry Grey                        |                     |
| Fight of the Wild Stallions                           | Thomas Mead                       |                     |
| Give Us the Earth                                     | Herbert Morgan                    |                     |
| A Voice is Born                                       | Ben Blake                         |                     |
| 1948 (21:a)                                           |                                   |                     |
| Enaktare                                              |                                   |                     |
| Människor i stad                                      | Edmund Reek                       |                     |
| Annie Was a Wonder                                    | Herbert Moulton                   |                     |
| Cinderella Horse                                      | Gordon Hollingshead               |                     |
| So You Want to Be on the Radio                        | Gordon Hollingshead               |                     |
| You Can't Win                                         | Pete Smith                        |                     |
| Tvåaktare                                             |                                   |                     |
| Pälssälarnas ö (Seal Island)                          | Walt Disney                       |                     |
| Calgary Stampede                                      | Gordon Hollingshea                |                     |
| Going to Blazes                                       | Herbert Morgan                    |                     |
| Samba Mania                                           | Harry Grey                        |                     |
| Snow Capers                                           | Thomas Mead                       |                     |
| 1949 (22:a)                                           |                                   |                     |
| Enaktare                                              |                                   |                     |
| Aquatic House Party                                   | Jack Eaton                        |                     |
| Roller Derby Girl                                     | Justin Herman                     |                     |
| So You Think You're Not Guilty                        | Gordon Hollingshead               |                     |
| Spills and Chills                                     | Walton C. Ament                   |                     |
| Water Trix                                            | Pete Smith                        |                     |
| Tvåaktare                                             |                                   |                     |
| Van Gogh                                              | Gaston Diehl och Robert Haessens  |                     |
| Boy and the Eagle                                     | William Lasky                     |                     |
| Chase of Death                                        | Irving Allen                      |                     |
| The Grass is Always Greener                           | Gordon Hollingshead               |                     |
| Snow Carnival                                         | Gordon Hollingshead               |                     |

## 1950-talet
| År                                              | Film                                                                               | Producent(er)       |
| 1950 (23:e)                                     |                                                                                    |                     |
| ----------------------------------------------- | ---------------------------------------------------------------------------------- | ------------------- |
| 1950 (23:e)                                     | Enaktare                                                                           |                     |
| 1950 (23:e)                                     | Grandad of Races                                                                   | Gordon Hollingshead |
| 1950 (23:e)                                     | Blaze Busters                                                                      | Robert Youngson     |
| 1950 (23:e)                                     | Wrong Way Butch                                                                    | Pete Smith          |
| 1950 (23:e)                                     | Tvåaktare                                                                          |                     |
| 1950 (23:e)                                     | Bäverdalen (In Beaver Valley)                                                      | Walt Disney         |
| 1950 (23:e)                                     | Grandma Moses                                                                      | Falcon Films        |
| 1950 (23:e)                                     | My Country 'Tis of Thee                                                            | Gordon Hollingshead |
| 1951 (24:e)                                     |                                                                                    |                     |
| Enaktare                                        |                                                                                    |                     |
| World of Kids                                   | Robert Youngson                                                                    |                     |
| Ridin' the Rails                                | Jack Eaton                                                                         |                     |
| The Story of Time                               | Robert G. Leffingwell                                                              |                     |
| Tvåaktare                                       |                                                                                    |                     |
| I vår Herres hage (Nature's Half Acre)          | Walt Disney                                                                        |                     |
| Balzac                                          | Les Films Du Compass                                                               |                     |
| Danger Under the Sea                            | Thomas Mead                                                                        |                     |
| 1952 (25:e)                                     |                                                                                    |                     |
| Enaktare                                        |                                                                                    |                     |
| Light in the Window: The Art of Vermeer         | Boris Vermont                                                                      |                     |
| Athletes of the Saddle                          | Jack Eaton                                                                         |                     |
| Desert Killer                                   | Gordon Hollingshead                                                                |                     |
| Neighbours                                      | Norman McLaren                                                                     |                     |
| Royal Scotland                                  | Crown Film Unit                                                                    |                     |
| Tvåaktare                                       |                                                                                    |                     |
| Sjöfåglar (Water Birds)                         | Walt Disney                                                                        |                     |
| Bridge of Time                                  | London Films                                                                       |                     |
| Devil Take Us                                   | Herbert Morgan                                                                     |                     |
| Thar She Blows!                                 | Gordon Hollingshead                                                                |                     |
| 1953 (26:e)                                     |                                                                                    |                     |
| Enaktare                                        |                                                                                    |                     |
| The Merry Wives of Windsor Overture             | Johnny Green                                                                       |                     |
| Christ among the Primitives                     | Vincenzo Lucci-Chiarissi                                                           |                     |
| Herring Hunt                                    | National Film Board of Canada                                                      |                     |
| Joy of Living                                   | Boris Vermont                                                                      |                     |
| Wee Water Wonders                               | Jack Eaton                                                                         |                     |
| Tvåaktare                                       |                                                                                    |                     |
| I björnskogen (Bear Country)                    | Walt Disney                                                                        |                     |
| Benjamin och jag                                | Walt Disney                                                                        |                     |
| Return to Glennascaul                           | Mayer Kingsley, Inc.                                                               |                     |
| Vesuvius Express                                | Otto Lang                                                                          |                     |
| Winter Paradise                                 | Cedric Francis                                                                     |                     |
| 1954 (27:e)                                     |                                                                                    |                     |
| Enaktare                                        |                                                                                    |                     |
| This Mechanical Age                             | Robert Youngson                                                                    |                     |
| The First Piano Quartette                       | Otto Lang                                                                          |                     |
| The Strauss Fantasy                             | Johnny Green                                                                       |                     |
| Tvåaktare                                       |                                                                                    |                     |
| A Time Out of War                               | Denis Sanders och Terry Sanders                                                    |                     |
| Beauty and the Bull'                            | Cedric Francis                                                                     |                     |
| Jet Carrier                                     | Otto Lang                                                                          |                     |
| Siam                                            | Walt Disney                                                                        |                     |
| 1955 (28:e)                                     |                                                                                    |                     |
| Enaktare                                        |                                                                                    |                     |
| Survival City                                   | Edmund Reek                                                                        |                     |
| Gadgets Galore                                  | Robert Youngson                                                                    |                     |
| 3rd Ave. El                                     | Carson Davidson                                                                    |                     |
| Three Kisses                                    | Justin Herman                                                                      |                     |
| Tvåaktare                                       |                                                                                    |                     |
| The Face of Lincoln                             | Wilbur T. Blume                                                                    |                     |
| 24-Hour Alert                                   | Cedric Francis                                                                     |                     |
| The Battle of Gettysburg                        | Dore Schary                                                                        |                     |
| On the Twelfth Day                              | George K. Arthur                                                                   |                     |
| Switzerland                                     | Walt Disney                                                                        |                     |
| 1956 (29:e)                                     |                                                                                    |                     |
| Enaktare                                        |                                                                                    |                     |
| Crashing the Water Barrier                      | Konstantin Kalser                                                                  |                     |
| I Never Forget a Face                           | Robert Youngson                                                                    |                     |
| Time Stood Still                                | Cedric Francis                                                                     |                     |
| Tvåaktare                                       |                                                                                    |                     |
| Den skräddarsydda rocken (The Bespoke Overcoat) | Romulus Films                                                                      |                     |
| Cow Dog                                         | Larry Lansburgh                                                                    |                     |
| The Dark Wave                                   | John Healy                                                                         |                     |
| Samoa                                           | Walt Disney                                                                        |                     |
| 1957 (30:e)                                     |                                                                                    |                     |
| The Wetback Hound                               | Walt Disney Productions – Larry Lansburgh                                          |                     |
| A Chairy Tale                                   | National Film Board of Canada — Norman McLaren                                     |                     |
| City of Gold                                    | National Film Board of Canada — Tom Daly                                           |                     |
| Foothold on Antarctica                          | World Wide Pictures — James Carr                                                   |                     |
| Portugal                                        | Walt Disney Productions — Ben Sharpsteen                                           |                     |
| 1958 (31:a)                                     |                                                                                    |                     |
| Grand Canyon                                    | Walt Disney Productions — Walt Disney                                              |                     |
| Journey Into Spring                             | British Transport Films — Ian Ferguson                                             |                     |
| The Kiss                                        | John Hayes (som John Patrick Hayes)                                                |                     |
| Snows of Aorangi                                | New Zealand Screen Board                                                           |                     |
| T Is for Tumbleweed                             | James A. Lebenthal                                                                 |                     |
| 1959 (32:a)                                     |                                                                                    |                     |
| The Golden Fish                                 | Jacques-Yves Cousteau                                                              |                     |
| Between the Tides                               | British Transport Films — Ian Ferguson                                             |                     |
| Mysteries of the Deep                           | Walt Disney Productions — Walt Disney                                              |                     |
| The Running, Jumping and Standing-Still Film    | Peter Sellers                                                                      |                     |
| Skyscraper                                      | Tishman Realty & Construction — Shirley Clarke, Willard Van Dyke och Irving Jacoby |                     |

## 1960-talet
| År                                                           | Film                                                                | Producent(er)                         |
| 1960 (33:e)                                                  |                                                                     |                                       |
| ------------------------------------------------------------ | ------------------------------------------------------------------- | ------------------------------------- |
| 1960 (33:e)                                                  | Day of the Painter                                                  | Ezra R. Baker                         |
| 1960 (33:e)                                                  | The Creation of Woman                                               | Charles F. Schwep och Ismail Merchant |
| 1960 (33:e)                                                  | Islands of the Sea                                                  | Walt Disney Productions — Walt Disney |
| 1960 (33:e)                                                  | A Sport Is Born                                                     | Paramount — Leslie Winik              |
| 1961 (34:e)                                                  |                                                                     |                                       |
| Seawards the Great Ships                                     | Templar Film Studios                                                |                                       |
| Ballon Vole (Play Ball!)                                     | Ciné-Documents                                                      |                                       |
| The Face of Jesus                                            | Dr. John D. Jennings                                                |                                       |
| Rooftops of New York                                         | Robert Gaffney                                                      |                                       |
| Very Nice, Very Nice                                         | National Film Board of Canada                                       |                                       |
| 1962 (35:e)                                                  |                                                                     |                                       |
| Heureux Anniversaire (Happy Anniversary)                     | Pierre Étaix och Jean-Claude Carrière                               |                                       |
| Big City Blues                                               | Martina Huguenot van der Linden och Charles Huguenot van der Linden |                                       |
| The Cadillac                                                 | Robert Clouse                                                       |                                       |
| The Cliff Dwellers (ursprungligen betitlad som One Plus One) | Hayward Anderson                                                    |                                       |
| Pan                                                          | Herman van der Horst                                                |                                       |
| 1963 (36:e)                                                  |                                                                     |                                       |
| Sista minuten (La rivière du hibou)                          | Paul De Roubaix och Marcel Ichac                                    |                                       |
| The Concert                                                  | Ezra Baker                                                          |                                       |
| The Home Made Car                                            | James Hill                                                          |                                       |
| Six-Sided Triangle                                           | Christopher Miles                                                   |                                       |
| That's Me                                                    | Walker Stuart                                                       |                                       |
| 1964 (37:e)                                                  |                                                                     |                                       |
| Casals Conducts: 1964                                        | Edward Schreiber                                                    |                                       |
| Help! My Snowman's Burning Down                              | Carson Davidson                                                     |                                       |
| The Legend of Jimmy Blue Eyes                                | Robert Clouse                                                       |                                       |
| 1965 (38:e)                                                  |                                                                     |                                       |
| Le Poulet (The Chicken)                                      | Claude Berri                                                        |                                       |
| Fortress of Peace                                            | Lothar Wolff                                                        |                                       |
| Skaterdater                                                  | Marshal Backlar och Noel Black                                      |                                       |
| Snow                                                         | British Transport Films — Geoffrey Jones och Edgar Anstey           |                                       |
| Time Piece                                                   | Jim Henson                                                          |                                       |
| 1966 (39:e)                                                  |                                                                     |                                       |
| Wild Wings                                                   | British Transport Films — Edgar Anstey                              |                                       |
| Turkey the Bridge                                            | Derek Williams                                                      |                                       |
| The Winning Strain                                           | Leslie Winik                                                        |                                       |
| 1967 (40:e)                                                  |                                                                     |                                       |
| A Place to Stand                                             | Christopher Chapman                                                 |                                       |
| Paddle to the Sea                                            | National Film Board of Canada — Julian Biggs                        |                                       |
| Sky over Holland                                             | John Ferno                                                          |                                       |
| Stop, Look and Listen                                        | Metro-Goldwyn-Mayer — Len Janson och Chuck Menville                 |                                       |
| 1968 (41:a)                                                  |                                                                     |                                       |
| Robert Kennedy Remembered                                    | Charles Guggenheim                                                  |                                       |
| The Dove                                                     | George Coe, Sidney Davis och Anthony Lover                          |                                       |
| Duo (Pas de deux)                                            | National Film Board of Canada                                       |                                       |
| Prelude                                                      | John Astin                                                          |                                       |
| 1969 (42:a)                                                  |                                                                     |                                       |
| The Magic Machines                                           | Joan Keller Stern                                                   |                                       |
| Blake                                                        | National Film Board of Canada — Doug Jackson                        |                                       |
| People Soup                                                  | Marc Merson                                                         |                                       |

## 1970-talet
| År                                           | Film                                                                 | Producent(er)    |
| 1970 (43:e)                                  |                                                                      |                  |
| -------------------------------------------- | -------------------------------------------------------------------- | ---------------- |
| 1970 (43:e)                                  | The Resurrection of Broncho Billy                                    | John Longenecker |
| 1970 (43:e)                                  | Shut Up...I'm Crying                                                 | Robert Siegler   |
| 1970 (43:e)                                  | Sticky My Fingers...Fleet My Feet                                    | John Hancock     |
| 1971 (44:e)                                  |                                                                      |                  |
| Sentinels of Silence                         | Manuel Arango och Robert Amram                                       |                  |
| Good Morning                                 | Denny Evans och Ken Greenwald                                        |                  |
| The Rehearsal                                | Stephen F. Verona                                                    |                  |
| 1972 (45:e)                                  |                                                                      |                  |
| Norman Rockwell's World... An American Dream | Richard Barclay                                                      |                  |
| Frog Story                                   | Ron Satlof och Ray Gideon                                            |                  |
| Solo                                         | David Adams                                                          |                  |
| 1973 (46:e)                                  |                                                                      |                  |
| The Bolero                                   | Allan Miller och William Fertik                                      |                  |
| Clockmaker                                   | Richard Gayer                                                        |                  |
| Life Times Nine                              | Pen Densham och John Watson                                          |                  |
| 1974 (47:e)                                  |                                                                      |                  |
| One-Eyed Men Are Kings                       | Paul Claudon och Edmond Sechan                                       |                  |
| Climb                                        | Dewitt Jones                                                         |                  |
| The Concert                                  | Julian Chagrin och Claude Chagrin                                    |                  |
| Planet Ocean                                 | George V. Casey                                                      |                  |
| The Violin                                   | Andrew Welsh och George Pastic                                       |                  |
| 1975 (48:e)                                  |                                                                      |                  |
| Angel and Big Joe                            | Bert Salzman                                                         |                  |
| Conquest of Light                            | Louis Marcus                                                         |                  |
| Dawn Flight                                  | Lawrence M. Lansburgh och Brian Lansburgh                            |                  |
| A Day in the Life of Bonnie Consolo          | Barry Spinello                                                       |                  |
| Doubletalk                                   | Alan Beattie                                                         |                  |
| 1976 (49:e)                                  |                                                                      |                  |
| In the Region of Ice                         | Andre Guttfreund och Peter Werner                                    |                  |
| Kudzu                                        | Marjorie Anne Short                                                  |                  |
| The Morning Spider                           | Julian Chagrin och Claude Chagrin                                    |                  |
| Nightlife                                    | Claire Wilbur och Robin Lehman                                       |                  |
| Number One                                   | Dyan Cannon och Vince Cannon                                         |                  |
| 1977 (50:e)                                  |                                                                      |                  |
| I'll Find a Way                              | National Film Board of Canada - Beverly Shaffer och Yuki Yoshida     |                  |
| The Absent-Minded Waiter                     | William E. McEuen                                                    |                  |
| Floating Free                                | Jerry Butts                                                          |                  |
| Notes on the Popular Arts                    | Saul Bass                                                            |                  |
| Spaceborne                                   | Philip Dauber                                                        |                  |
| 1978 (51:a)                                  |                                                                      |                  |
| Teenage Father                               | Taylor Hackford                                                      |                  |
| A Different Approach                         | Jim Belcher och Fern Field                                           |                  |
| Mandy's Grandmother                          | Andrew Sugerman                                                      |                  |
| Strange Fruit                                | Seth Pinsker                                                         |                  |
| 1979 (52:a)                                  |                                                                      |                  |
| Board and Care                               | Sarah Pillsbury och Ron Ellis                                        |                  |
| Bravery in the Field                         | National Film Board of Canada — Roman Kroitor och Stefan Wodoslawsky |                  |
| Oh Brother, My Brother                       | Carol Lowell och Ross Lowell                                         |                  |
| The Solar Film                               | Saul Bass och Michael Britton                                        |                  |
| Solly's Diner                                | Harry Mathias, Jay Zukerman och Larry Hankin                         |                  |

## 1980-talet
| År                                  | Film                                    | Producent(er)                |
| 1980 (53:e)                         |                                         |                              |
| ----------------------------------- | --------------------------------------- | ---------------------------- |
| 1980 (53:e)                         | The Dollar Bottom                       | Lloyd Phillips               |
| 1980 (53:e)                         | Fall Line                               | Bob Carmichael och Greg Lowe |
| 1980 (53:e)                         | A Jury of Her Peers                     | Sally Heckel                 |
| 1981 (54:e)                         |                                         |                              |
| Violet                              | Paul Kemp och Shelley Levinson          |                              |
| Couples and Robbers                 | Christine Oestreicher                   |                              |
| First Winter                        | John N. Smith                           |                              |
| 1982 (55:e)                         |                                         |                              |
| A Shocking Accident                 | Christine Oestreicher                   |                              |
| Ballet Robotique                    | Bob Rogers                              |                              |
| The Silence                         | Michael Toshiyuki Uno och Joseph Benson |                              |
| Split Cherry Tree                   | Jan Saunders                            |                              |
| Sredni Vashtar                      | Andrew Birkin                           |                              |
| 1983 (56:e)                         |                                         |                              |
| Boys and Girls                      | Janice L. Platt                         |                              |
| Goodie-Two-Shoes                    | Ian Emes                                |                              |
| Overnight Sensation                 | Jon N. Bloom                            |                              |
| 1984 (57:e)                         |                                         |                              |
| Up                                  | Mike Hoover                             |                              |
| The Painted Door                    | Michael MacMillan och Janice L. Platt   |                              |
| Tales of Meeting and Parting        | Sharon Oreck och Lesli Linka Glatter    |                              |
| 1985 (58:e)                         |                                         |                              |
| Molly's Pilgrim                     | Jeffrey D. Brown och Chris Pelzer       |                              |
| Graffiti                            | Dianna Costello                         |                              |
| Rainbow War                         | Bob Rogers                              |                              |
| 1986 (59:e)                         |                                         |                              |
| Precious Images                     | Chuck Workman                           |                              |
| Exit                                | Stefano Reali och Pino Quartullo        |                              |
| Love Struck                         | Fredda Weiss                            |                              |
| 1987 (60:e)                         |                                         |                              |
| Ray's Male Heterosexual Dance Hall  | Jonathan Sanger och Jana Sue Memel      |                              |
| Making Waves                        | Ann Wingate                             |                              |
| Shoeshine                           | Robert A. Katz                          |                              |
| 1988 (61:a)                         |                                         |                              |
| The Appointments of Dennis Jennings | Dean Parisot och Steven Wright          |                              |
| Cadillac Dreams                     | Matia Karrell och Abbee Goldstein       |                              |
| Gullah Tales                        | George deGolian och Gary Moss           |                              |
| 1989 (62:a)                         |                                         |                              |
| Work Experience                     | James Hendrie                           |                              |
| Amazon Diary                        | Robert Nixon                            |                              |
| The Childeater                      | Jonathan Tammuz                         |                              |

## 1990-talet
| År                                                 | Film                                     | Producent(er)                         |
| 1990 (63:e)                                        |                                          |                                       |
| -------------------------------------------------- | ---------------------------------------- | ------------------------------------- |
| 1990 (63:e)                                        | The Lunch Date                           | Adam Davidson                         |
| 1990 (63:e)                                        | Bronx Cheers                             | Raymond De Felitta och Matthew Gross  |
| 1990 (63:e)                                        | Dear Rosie                               | Peter Cattaneo och Barnaby Thompson   |
| 1990 (63:e)                                        | Senzeni Na? (What Have We Done?)         | Bernard Joffa och Anthony E. Nicholas |
| 1990 (63:e)                                        | 12:01 PM                                 | Hillary Ripps och Jonathan Heap       |
| 1991 (64:e)                                        |                                          |                                       |
| Session Man                                        | Seth Winston och Rob Fried               |                                       |
| Birch Street Gym                                   | Stephen Kessler och Thomas R. Conroy     |                                       |
| Last Breeze of Summer                              | David Massey                             |                                       |
| 1992 (65:e)                                        |                                          |                                       |
| Omnibus                                            | Sam Karmann                              |                                       |
| Contact                                            | Jonathan Darby och Jana Sue Memel        |                                       |
| Cruise Control                                     | Matt Palmieri                            |                                       |
| The Lady in Waiting                                | Christian Taylor                         |                                       |
| Swan Song                                          | Kenneth Branagh och David Parfitt        |                                       |
| 1993 (66:e)                                        |                                          |                                       |
| Schwarzfahrer (Black Rider)                        | Pepe Danquart                            |                                       |
| Down on the Waterfront                             | Stacy Title och Jonathan Penner          |                                       |
| The Dutch Master                                   | Susan Seidelman och Jonathan Brett       |                                       |
| Partners                                           | Peter Weller och Jana Sue Memel          |                                       |
| The Screw (La Vis)                                 | Didier Flamand                           |                                       |
| 1994 (67:e)                                        |                                          |                                       |
| Delad vinst: Franz Kafka's It's a Wonderful Life   | Peter Capaldi och Ruth Kenley-Letts      |                                       |
| Delad vinst: Trevor                                | Peggy Rajski och Randy Stone             |                                       |
| Kangaroo Court                                     | Sean Astin och Christine Astin           |                                       |
| On Hope                                            | JoBeth Williams och Michele McGuire      |                                       |
| Syrup                                              | Paul Unwin och Nick Vivian               |                                       |
| 1995 (68:e)                                        |                                          |                                       |
| Änkemannen och kärleken (Lieberman in Love)        | Christine Lahti och Jana Sue Memel       |                                       |
| Brooms                                             | Luke Cresswell och Steve McNicholas      |                                       |
| Duke of Groove                                     | Griffin Dunne och Thom Colwell           |                                       |
| Little Surprises                                   | Jeff Goldblum och Tikki Goldberg         |                                       |
| Tuesday Morning Ride                               | Dianne Houston och Joy Ryan              |                                       |
| 1996 (69:e)                                        |                                          |                                       |
| Dear Diary                                         | David Frankel och Barry Jossen           |                                       |
| De Tripas, Corazon                                 | Antonio Urrutia                          |                                       |
| Ernst & Lyset                                      | Kim Magnusson och Anders Thomas Jensen   |                                       |
| Esposados                                          | Juan Carlos Fresnadillo                  |                                       |
| Wordless                                           | Bernadette Carranza och Antonello De Leo |                                       |
| 1997 (70:e)                                        |                                          |                                       |
| Visas and Virtue                                   | Chris Tashima och Chris Donahue          |                                       |
| Dance Lexie Dance                                  | Pearse Moore och Tim Loane               |                                       |
| It's Good to Talk                                  | Roger Goldby och Barney Reisz            |                                       |
| Sweethearts?                                       | Birger Larsen och Thomas Lydholm         |                                       |
| Wolfgang                                           | Kim Magnusson och Anders Thomas Jensen   |                                       |
| 1998 (71:a)                                        |                                          |                                       |
| Valgaften (Election Night)                         | Kim Magnusson och Anders Thomas Jensen   |                                       |
| Culture                                            | Will Speck och Josh Gordon               |                                       |
| Holiday Romance                                    | Alexander Jovy och JJ Keith              |                                       |
| La Carte Postale (The Postcard)                    | Vivian Goffette                          |                                       |
| Victor                                             | Simon Sandquist och Joel Bergvall        |                                       |
| 1999 (72:a)                                        |                                          |                                       |
| My Mother Dreams the Satan's Disciples in New York | Barbara Schock och Tamara Tiehel         |                                       |
| Bror, Min Bror (Teis and Nico)                     | Henrik Ruben Genz och Michael W. Horsten |                                       |
| Killing Joe                                        | Mehdi Norowzian och Steve Wax            |                                       |
| Kleingeld (Small Change)                           | Marc-Andreas Bochert och Gabriele Lins   |                                       |
| Stora & små mirakel                                | Marcus Olsson                            |                                       |

## 2000-talet
| År                                                        | Film                                       | Producent(er)                      |
| 2000 (73:e)                                               |                                            |                                    |
| --------------------------------------------------------- | ------------------------------------------ | ---------------------------------- |
| 2000 (73:e)                                               | Quiero ser (I want to be ...)              | Florian Gallenberger               |
| 2000 (73:e)                                               | By Courier                                 | Peter Riegert och Ericka Frederick |
| 2000 (73:e)                                               | One Day Crossing                           | Joan Stein och Christina Lazaridi  |
| 2000 (73:e)                                               | Seraglio                                   | Gail Lerner och Colin Campbell     |
| 2000 (73:e)                                               | Uma Historia de Futebol (A Soccer Story)   | Paulo Machline                     |
| 2001 (74:e)                                               |                                            |                                    |
| The Accountant                                            | Ray McKinnon och Lisa Blount               |                                    |
| Copy Shop                                                 | Virgil Widrich                             |                                    |
| Gregor's Greatest Invention                               | Johannes Kiefer                            |                                    |
| Meska Sprawa (A Man Thing)                                | Sławomir Fabicki och Bogumil Godfrejow     |                                    |
| Speed for Thespians                                       | Kalman Apple och Shameela Bakhsh           |                                    |
| 2002 (75:e)                                               |                                            |                                    |
| En äkta dansk (Der er en yndig mand)                      | Martin Strange-Hansen                      |                                    |
| Fait D'Hiver                                              | Dirk Beliën och Anja Daelemans             |                                    |
| J'Attendrai Le Suivant... (I'll Wait for the Next One...) | Philippe Orreindy och Thomas Gaudin        |                                    |
| Inja (Dog)                                                | Steven Pasvolsky och Joe Weatherstone      |                                    |
| Johnny Flynton                                            | Lexi Alexander och Alexander Buono         |                                    |
| 2003 (76:e)                                               |                                            |                                    |
| Two Soldiers                                              | Aaron Schneider och Andrew J. Sacks        |                                    |
| Die Rote Jacke (The Red Jacket)                           | Florian Baxmeyer                           |                                    |
| Most (The Bridge)                                         | Bobby Garabedian och William Zabka         |                                    |
| Squash                                                    | Lionel Bailliu                             |                                    |
| (A) Torzija                                               | Stefan Arsenijević                         |                                    |
| 2004 (77:e)                                               |                                            |                                    |
| Wasp                                                      | Andrea Arnold                              |                                    |
| Everything in This Country Must                           | Gary McKendry                              |                                    |
| Little Terrorist                                          | Ashvin Kumar                               |                                    |
| 7:35 de la Mañana (7:35 in the Morning)                   | Nacho Vigalondo                            |                                    |
| Two Cars, One Night                                       | Taika Waititi och Ainsley Gardiner         |                                    |
| 2005 (78:e)                                               |                                            |                                    |
| Six Shooter                                               | Martin McDonagh                            |                                    |
| Ausreisser (The Runaway)                                  | Ulrike Grote                               |                                    |
| Cashback                                                  | Sean Ellis och Lene Bausager               |                                    |
| The Last Farm                                             | Rúnar Rúnarsson och Thor S. Sigurjónsson   |                                    |
| Our Time Is Up                                            | Rob Pearlstein och Pia Clemente            |                                    |
| 2006 (79:e)                                               |                                            |                                    |
| West Bank Story                                           | Ari Sandel                                 |                                    |
| Binta Y La Gran Idea (Binta and the Great Idea)           | Javier Fesser och Luis Manso               |                                    |
| Éramos Pocos (One Too Many)                               | Borja Cobeaga                              |                                    |
| Helmer & Son                                              | Søren Pilmark och Kim Magnusson            |                                    |
| The Saviour                                               | Peter Templeman och Stuart Parkyn          |                                    |
| 2007 (80:e)                                               |                                            |                                    |
| Le Mozart des Pickpockets                                 | Philippe Pollet-Villard                    |                                    |
| At Night                                                  | Christian E. Christiansen och Louise Vesth |                                    |
| Il Supplente (The Substitute)                             | Andrea Jublin                              |                                    |
| Tanghi Argentini                                          | Guido Thys och Anja Daelemans              |                                    |
| The Tonto Woman                                           | Daniel Barber och Matthew Brown            |                                    |
| 2008 (81:a)                                               |                                            |                                    |
| Spielzeugland (Toyland)                                   | Jochen Alexander Freydank                  |                                    |
| Auf der Strecke (On the Line)                             | Reto Caffi                                 |                                    |
| Manon on the Asphalt                                      | Elizabeth Marre och Olivier Pont           |                                    |
| New Boy                                                   | Steph Green och Tamara Anghie              |                                    |
| The Pig                                                   | Tivi Magnusson och Dorte Høgh              |                                    |
| 2009 (82:a)                                               |                                            |                                    |
| The New Tenants                                           | Joachim Back och Tivi Magnusson            |                                    |
| Teis and Nico' (The Door)                                 | Juanita Wilson och James Flynn             |                                    |
| Istället för Abrakadabra                                  | Patrik Eklund och Mathias Fjellström       |                                    |
| Kavi                                                      | Gregg Helvey                               |                                    |
| Miracle Fish                                              | Luke Doolan och Drew Bailey                |                                    |

## 2010-talet
| År          | Film                                                          | Producent(er)                                |
| ----------- | ------------------------------------------------------------- | -------------------------------------------- |
| 2010 (83:e) | God of Love                                                   | Luke Matheny                                 |
| 2010 (83:e) | The Confession                                                | Tanel Toom                                   |
| 2010 (83:e) | The Crush                                                     | Michael Creagh                               |
| 2010 (83:e) | Na Wewe                                                       | Ivan Goldschmidt                             |
| 2010 (83:e) | Wish 143                                                      | Ian Barnes                                   |
| 2011 (84:e) | Vi möts igen, min vän (The Shore)                             | Terry George och Oorlagh George              |
| 2011 (84:e) | Pentecost                                                     | Peter McDonald och Eimear O'Kane             |
| 2011 (84:e) | Raju                                                          | Max Zähle och Stefan Gieren                  |
| 2011 (84:e) | Time Freak                                                    | Andrew Bowler och Gigi Causey                |
| 2011 (84:e) | Tuba Atlantic                                                 | Hallvar Witzø                                |
| 2012 (85:e) | Curfew                                                        | Shawn Christensen                            |
| 2012 (85:e) | Asad                                                          | Bryan Buckley och Mino Jarjoura              |
| 2012 (85:e) | Buzkashi Boys                                                 | Sam French och Ariel Nasr                    |
| 2012 (85:e) | Dood van een Schaduw (Death of a Shadow)                      | Tom Van Avermaet och Ellen De Waele          |
| 2012 (85:e) | Henry                                                         | Yan England                                  |
| 2013 (86:e) | Helium                                                        | Anders Walter och Kim Magnusson              |
| 2013 (86:e) | Aquel no era yo (That Wasn't me)                              | Esteban Crespo                               |
| 2013 (86:e) | Avant que de tout perde (Just Before Losing Everything)       | Xavier Legrand och Alexandre Gavras          |
| 2013 (86:e) | The Voorman Problem                                           | Mark Gill och Baldwin Li                     |
| 2013 (86:e) | Är det jag som skall sköta allt? (Pitääkö Mun Kaikki Hoitaa?) | Selma Vilhunen och Kirsikka Saari            |
| 2014 (87:e) | The Phone Call                                                | Mat Kirkby och James Lucas                   |
| 2014 (87:e) | Aya                                                           | Oded Binnun och Mihal Brezis                 |
| 2014 (87:e) | Boogaloo och Graham                                           | Michael Lennox och Ronan Blaney              |
| 2014 (87:e) | Butter Lamp (La Lampe au Beurre de Yak)                       | Hu Wei och Julien Féret                      |
| 2014 (87:e) | Parvaneh                                                      | Talkhon Hamzavi och Stefan Eichenberger      |
| 2015 (88:e) | Stammaren                                                     | Serena Armitage och Benjamin Cleary          |
| 2015 (88:e) | Alles Wird Gut (Everything Will Be Okay)                      | Patrick Vollrath                             |
| 2015 (88:e) | Ave Maria                                                     | Eric Dupont och Basil Khalil                 |
| 2015 (88:e) | Day One                                                       | Henry Hughes                                 |
| 2015 (88:e) | Shok                                                          | Jamie Donoughue                              |
| 2016 (89:e) | Mindenki (Sing)                                               | Kristóf Deák och Anna Udvardy                |
| 2016 (89:e) | Ennemis Intérieurs                                            | Selim Azzazi                                 |
| 2016 (89:e) | La Femme et le TGV                                            | Timo von Gunten och Giacun Caduff            |
| 2016 (89:e) | Silent Nights                                                 | Aske Bang och Kim Magnusson                  |
| 2016 (89:e) | Timecode                                                      | Juanjo Giménez                               |
| 2017 (90:e) | The Silent Child                                              | Chris Overton och Rachel Shenton             |
| 2017 (90:e) | DeKalb Elementary                                             | Reed Van Dyk                                 |
| 2017 (90:e) | The Eleven O’Clock                                            | Derin Seale och Josh Lawson                  |
| 2017 (90:e) | My Nephew Emmett                                              | Kevin Wilson Jr.                             |
| 2017 (90:e) | Watu Wote: All of us                                          | Katja Benrath och Tobias Rosen               |
| 2018 (91:a) | Skin                                                          | Guy Nattiv och Jaime Ray Newman              |
| 2018 (91:a) | Detainment                                                    | Vincent Lambe och Darren Mahon               |
| 2018 (91:a) | Fauve                                                         | Jeremy Comte och Maria Gracia Turgeon        |
| 2018 (91:a) | Marguerite                                                    | Marianne Farley och Marie-Hélène Panisset    |
| 2018 (91:a) | Mother                                                        | Rodrigo Sorogoyen och María del Puy Alvarado |
| 2019 (92:a) | The Neighbors' Window                                         | Marshall Curry                               |
| 2019 (92:a) | Brotherhood                                                   | Meryam Joobeur och Maria Gracia Turgeon      |
| 2019 (92:a) | Nefta Football Club                                           | Yves Piat och Damien Megherbi                |
| 2019 (92:a) | Saria                                                         | Bryan Buckley och Matt Lefebvre              |
| 2019 (92:a) | A Sister                                                      | Delphine Girard                              |

### 2020-talet
| År             | Film                  | Producent(er)                      |
| -------------- | --------------------- | ---------------------------------- |
| 2020/21 (93:e) | Two Distant Strangers | Travon Free och Martin Desmond Roe |
| 2020/21 (93:e) | Feeling Through       | Doug Roland och Susan Ruzenski     |
| 2020/21 (93:e) | The Letter Room       | Elvira Lind och Sofia Sondervan    |
| 2020/21 (93:e) | The Present           | Ossama Bawardi och Farah Nabulsi   |
| 2020/21 (93:e) | White Eye             | Shira Hochman och Tomer Shushan    |